# Ibbawo
Ibbawo (ou Ibbao, Hibbao) est une localité du Cameroun située dans l'arrondissement de Dargala, le département du Diamaré et la région de l’Extrême-Nord. Elle fait partie du lawanat de Dambay.

## Population
En 1975, la localité comptait 66 habitants, dont 59 Peuls et 7 Kéra.
Lors du recensement de 2005, on y a dénombré 145 personnes.